# تحكم مدرك
يمكن تعريف التحكم المدرك (بّي سي) على أنه الاعتقاد بأن الشخص يرى أنه (أو أنها) يسيطر على حالته الداخلية، وسلوكياته، والمكان أو الأشخاص أو الأشياء أو المشاعر أو الأنشطة المحيطة بشخص ما. هناك بعدان مهمان: (1) ما إذا كان هدف التحكم في الماضي أو المستقبل و(2) ما إذا كان هدف التحكم هو النتيجة أو السلوك أو العملية.

## النماذج العلمية

### نموذج المعالجة المزدوجة للتحكم المدرك
كان روثباوم ووايز وسنايدر أول من اقترح نموذج المعالجة المزدوجة للتحكم المدرك. وفقًا لنموذج المعالجة المزدجة، يحاول الأشخاص اكتساب التحكم ليس فقط عن طريق جعل البيئة تلائم رغباتهم (تحكم الأساسي)، ولكن أيضًا من خلال ملاءمة أنفسهم مع القوى البيئية (تحكم الثانوي).
يُنظر في أربعة مظاهر للتحكم الثانوي:
1. يمكن يساعد نسب التحكم إلى القدرة المحدودة بشدة في تعزيز التحكم المدرك والحماية من خيبة الأمل.
2. يمكن أن يعكس نسب التحكم إلى الصدفة التحكم الوهمي لأن الأشخاص يفسرون الصدفة غالبًا على أنها خاصية شخصية شبيهة بالقدرة («الحظ»).
3. يسمح نسب التحكم إلى الآخرين الأقوياء بالتحكم بالإنابة عندما يُعرّف الفرد مع هؤلاء الآخرين.
4. قد تعزز جميع الإسنادات السابقة التحكم التفسيري، إذ يسعى الفرد إلى فهم واشتقاق المعنى من الأحداث الأخرى التي لا يمكن التحكم بها لكي يقبلها.[2]

نموذج العوامل الأربعة للتحكم المدرك
في ديسمبر 1989، نشر فريد ب. براينت بحثه، الذي قدم فيه «نموذجه المكون من أربعة عوامل للتحكم المدرك». أشار إلى نموذج المعالجة المزدوجة للتحكم المدرك الذي اقترحه روثبوم وآخرون، الذي نص على أن الردود المتحكم بها للأشخاص تُصنف على أنها إما محاولات لتغيير العالم (أي، تحكم أساسي) أو محاولات لتغيير الذات لتناسب العالم (أي، تحكم ثانوي). أضاف براينت عاملين آخرين لهذا النموذج؛ التجربة الإيجابية والسلبية. وأوضح أن التحكم المدرك ينتج من التقييم الذاتي لقدرة الشخص على:
- التجنب - التحكم السلبي الأساسي

يُعرّف التجنب وفقًا لبراينت بأنه «القدرة المدركة على تجنب النتائج السلبية». ويعتمد على 1. درجة التحكم الشخصي بالأشياء السيئة، 2. تكرار حدوث الأشياء السيئة و3. احتمال حدوث الأشياء السيئة.
- التكيف - التحكم السلبي الثانوي

يُعرّف التكيف وفقًا لبراينت بأنه «القدرة المدركة على التعامل مع النتائج السلبية». يعتمد على 1. القدرة على التعامل مع الأشياء السيئة، 2. مقدار انزعاج الشخص من الأشياء السيئة و3. مدة تأثيرالأشياء السيئة على الشخص.
- الاكتساب - التحكم الإيجابي الأساسي

يُعرّف الاكتساب وفقًا لبراينت بأنه «القدرة المدركة لاكتساب نتائج إيجابية». يعتمد على 1. درجة التحكم الشخصي في الأشياء الجيدة، 2. المسؤولية الشخصية عن الأشياء الجيدة، 3. تكرار الأشياء الجيدة و4. احتمالية حدوث الأشياء الجيدة.
- التلذذ - التحكم الإيجابي الثانوي

يُعرف التلذذ وفقًا لبراينت بأنه «القدرة المدركة للتلذذ بالنتائج الإيجابية». ويعتمد على 1. القدرة على الاستمتاع بالأشياء الجيدة، 2. مدى رضا الشخص عن الأشياء الجيدة، 3. مدة تأثير الأشياء الجيدة على مشاعره، 4. وتيرة الشعور بمنتهى السعادة و 5. وتيرة الشعور بسرور عارم.

## التطبيقات والمنظور السريري
ذُكر في دراسة أجراها وولستون وآخرون. (1997) أن التحكم المدرك يمكن أن يؤثر على الصحة في شكلين مقصودين: السلوك الصحي (مثل الأكل الصحي) والحالة الصحية (مثل السمنة). علاوةً على ذلك، يمكن أن تؤثر عليها بطريقة غير مقصودة من خلال التأثير على العمليات الفسيولوجية مباشرةً، مثلما أثبت رودين عام (1986). يذكر أن الأحداث الداخلية مثل التقلب وفقدان التحكم يمكن أن تؤثر على الكاتيكولامينات والتغيرات العصبية الهرمونية والمناعية.